# Штрандман, Василий Николаевич
Васи́лий Никола́евич Штра́ндман (Штра́ндтман) (20 апреля 1873, По, Франция — 18 ноября 1963, Вашингтон, США) — русский дипломат. С 1914 года поверенный в делах Российской империи в Сербии. В 1919—1924 годах представлял в Королевстве сербов, хорватов и словенцев в ранге посланника правительство адмирала Колчака. Монархист. Мемуарист.

## Биография

### Жизнь до 1917 года
Родился в семье Николая Карловича (1835—1900) и Прасковьи Васильевны (1846—1900) Штрандман. Крестник императора Александра II.
В 1888—1897 годах обучался в Пажеском корпусе (вместе с будущим королём Александром Карагеоргиевичем), первые два года обучения был первым учеником; камер-паж, с октября 1896 года — фельдфебель. В 1897 году окончил Пажеский корпус, 13 августа был произведён в офицеры и выпущен в стоявший в Новом Петергофе лейб-гвардии Уланский ея величества полк 2-й гвардейской кавалерийской дивизии, где и служил до 1901 года, получив чин штабс-капитана.
В 1901 году поступил на службу в Министерство иностранных дел; был причислен сверх штата ко 2-й экспедиции при канцелярии МИД. Окончил курс политических наук в Министерстве иностранных дел. В 1901—1906 годах был атташе в Министерстве иностранных дел в Санкт-Петербурге. В 1904—1905 годах был также причислен к канцелярии Комитета министров.
В 1906—1908 годах состоял секретарём миссии в Дармштадте (Гессен, Германия). В 1908 году — 3-й секретарь канцелярии Министерства иностранных дел. В 1908—1910 годах — секретарь миссии (посольства) в Софии. С 1909 года был 2-м секретарём российского посольства в Константинополе.
В 1910 году прикомандирован к миссии в Цетинье (Черногория). В 1911—1915 годах — первый секретарь российской миссии (посольства) в Белграде, был непосредственным участником исторических событий, связанных со вступлением России в Первую мировую войну. В 1912—1917 годах — коллежский советник.
С июля 1914 года (после неожиданной кончины посланника Н. Г. Гартвига) стал поверенным в делах России в Сербии. После занятия Белграда австрийцами вместе с сербской армией проделал марш через Албанию на остров Корфу. После переезда югославского правительства в Ниш, был там в 1914—1915 годах секретарём миссии. В 1917 году — первый секретарь посольства в Риме, 25 сентября 1917 года был назначен советником миссии в Афины, но не поехал в Грецию, а поступил добровольцем в сербскую армию в чине ротмистра. Был награждён рядом высших иностранных орденов.

### В эмиграции
19 мая 1919 года премьер-министр Королевства Стоян Протич официальной нотой уведомил Омское правительство о том, что Королевство признает его в качестве законной российской власти. Омское правительство также признало Королевство. В апреле 1919 года Штрандман был назначен адмиралом А. В. Колчаком чрезвычайным и полномочным посланником в Белграде (Югославии, Королевстве сербов, хорватов и словенцев), занимал эту должность до марта 1924 года, когда деятельность миссии была прекращена (признавался А. И. Деникиным и П. Н. Врангелем). Член Совещания послов. В 1920—1930-е годы оставался в Белграде в качестве делегата Нансеновского комитета по делам беженцев, начальник управления по делам российских эмигрантов. До 1936 г., пока Югославия не признала СССР, числился в дипломатическом корпусе. Затем делегат, ведающий делами русской эмиграции в Югославии как уполномоченный Российского Красного Креста. В своей работе опирался на личную дружбу короля Александра I Карагеоргиевича, а после его гибели (1934) — на поддержку регента престола принца Павла и личных друзей — сербских генералов. После оккупации Белграда немецкой армией (апрель 1941) был арестован, потом освобожден, но лишён права заниматься прежней деятельностью по защите интересов русской диаспоры. Много сделал для поддержки русских эмигрантов благодаря знакомству с членами королевской семьи, например, был организован русский госпиталь в Панчево, приют для престарелых в Великой Кикинде, детский приют в Белграде и др. Член Русского археологического общества в Югославии.
Масон. До 1929 года был членом русской парижской ложи «Астрея № 500» Великой ложи Франции.
После войны переехал в Германию, жил в Швейцарии, а затем — в США. В 1945 году переехал в Вашингтон. Последние годы своей жизни тяжело болел, 15 лет состоял на попечении дочери бывшего американского посланника в Белграде.
Похоронен на Старом кладбище в русском Свято-Троицком монастыре в Джорданвилле, штат Нью-Йорк.

## Семья
Женился 30 апреля 1900 года на фрейлине Юлии Николаевне Эттер(1879—1960, Фрибург), дочери Николая Павловича Эттер. У них 3 января 1901 года родилась дочь Софья (в замуж. Святополк-Мирская; 1901—1972).
В 1933 году развёлся со своей супругой, предлогом для развода стало то, что супруга в 1921 году обратилась в католичество.
2-й брак — Ксения Орестовна Еветская (в перв. браке Левина; 12 мая 1894—21 июля 1984). Во время Первой мировой войны была сестрой милосердия Российского общества Красного Креста. После смерти В. Н. Штрандмана состояла в Свято-Покровском сестричестве при приходе св. Иоанна Предтечи в Вашингтоне. Похоронена на кладбище Свято-Троицкого монастыря в Джорданвилле.